# 川岛武宜
川岛武宜（／、1909年10月17日—1992年5月21日），日本法学家、律師。专攻民法、法社会学。写作了许多启蒙性质的法学著作，与丸山真男，大塚久雄一起成为战后启蒙主义的代表人物。生于岐阜县岐阜市。
川島极力批判日本的封建性质家族制度，同时也涉及到亲子关系等近现代的家族问题。其著名的论文《作为科学的法律学》（科学としての法律学）中显示了将法学作为科学的方法论，对后世法学研究有着很大的影响。 

## 年表
- 1928年 大阪高等学校毕业
- 1932年 東京帝国大学法学部毕业
- 1932年 東京帝国大学法学部助手（民法）
- 1934年 東京帝国大学法学部副教授
- 1945年 東京帝国大学法学部教授
- 1970年 登記律師

## 著作
- 日本社会的家族构成（日本社會の家族的構成, 1948）
- 民法（1951）
- 结婚（1954）
- 日本人的法意識（日本人の法意識, 1978）
- 作为科学的法律学與其發展（「科学としての法律学」とその発展, 1987）